# 抉擇
『抉擇』（中国語: 抉擇、英語題：The Passenger）とは、香港の無綫電視（TVB）が1979年に制作・放映したテレビドラマ、全90話。日本未公開。

## キャスト
- 江諒生・・・朱江
- 韓映雪・・・李司棋
- 郭若珊・・・黃淑儀

## 主題歌

### オープニングテーマ
「抉擇」
作詞 - ジェームズ・ウォン（黃霑）、作曲・編曲 - ジョセフ・クー（顧嘉煇）、歌 - ジョージ・ラム（林子祥）

## スタッフ
- 編劇：梁建璋、葉中嫻、舒琪、陳方、李登、李茜、海滴、譚嬣
- 脚本：吳昊
- 監督：ジョニー・トー、陳宇超、黃建勳、霍耀良、賴建國、陳鴻楷
- 製作：ゲイリー・チョウ（鄒世孝）

| 無綫電視系 月曜〜金曜19:00枠           | 無綫電視系 月曜〜金曜19:00枠           | 無綫電視系 月曜〜金曜19:00枠             |
| 前番組                                 | 番組名                                 | 次番組                                   |
| -------------------------------------- | -------------------------------------- | ---------------------------------------- |
| 天虹 （1979年1月29日 - 1979年5月25日） | 抉擇 （1979年5月28日 - 1979年9月28日） | 網中人 （1979年10月1日 - 1980年1月18日） |